# Anegada

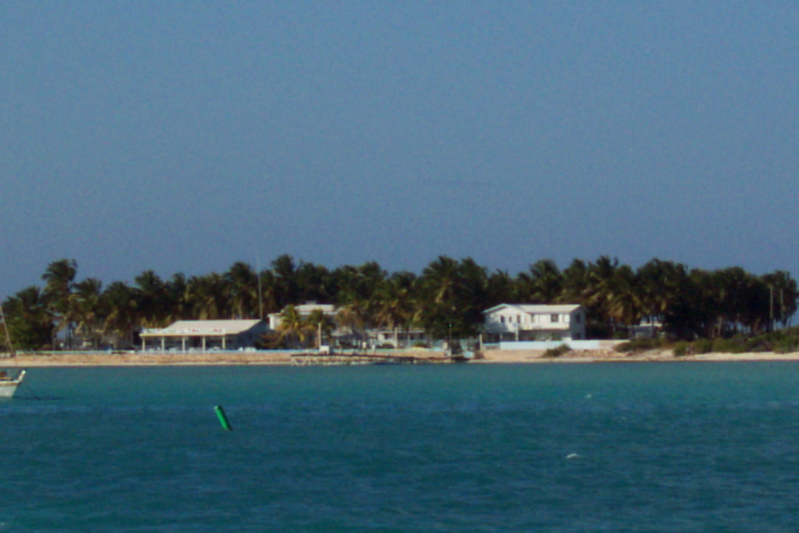
Anegada.

La isla de Anegada pertenece a las islas Vírgenes Británicas, siendo una de las mayores islas de este territorio con 38 km². Es una pequeña isla caribeña destacada por albergar una interesante fauna tanto terrestre (Cyclura pinguis) como marina. De hecho está rodeada por el Horseshoe Reef, uno de los principales arrecifes coralinos del Caribe y del mundo.
La población (unos 200 habitantes) se dedica principalmente al turismo, enfocado hacia la pesca deportiva.
La isla fue, temporalmente, entre 1995 y 1996, uno de los antiguos bienes de la Lista Indicativa de Reino Unido.